# Ove Arup
Ove Nyquist Arup (16. april 1895 – 5. februar 1988) var en dansk-engelsk ingeniør, der grundlagde Arup Group Limited, et multinationalt selskab, der tilbyder ingeniørarbejde, design, planlægning, projektledelse og konsulenttjenester til bygningssystemer. Ove Arup betragtes som en af de førende arkitektoniske bygningsingeniører i sin tid.
Arup blev født i Newcastle, England, i 1895, som søn af den danske dyrlæge Jens Simon Johannes Arup og hans norske hustru Mathilde Bolette Nyquist. Arup gik på Sorø-akademiet i Danmark - en kostskole med mange indflydelser fra Dr. Thomas Arnolds Rugby School i Storbritannien.
I 1913 begyndte han at studere filosofi ved Københavns Universitet og i 1918 tilmeldte han sig et ingeniørstudie ved Den polyteknisk Læreanstalt (det senere Danmarks Tekniske Universitet) i København, hvor han specialiserede sig i armeret beton. Han afsluttede sine studier i 1922. På dette tidspunkt blev Ove Arup påvirket af Le Corbusier og hans publikation Vers une arkitektur, der blev offentliggjort samme år; og også af Walter Gropius, grundlæggeren af Bauhaus-bevægelsen.
Arup giftede sig den 13. august 1925 med Ruth Sørensen, kendt som Li.

## Arbejdsliv

### Før Anden Verdenskrig
I 1922 begyndte Ove Arup at arbejde med et dansk firma i Hamborg ved navn Christiani & Nielsen, og i december 1923 flyttede han til deres kontor i London som ledende ingeniør.
Han designede Labworth Café i 1932, der er den eneste bygning, som udelukkende er designet af Arup. Derefter arbejdede han for Tecton-partnerskabet som konsulent for bærende konstruktioner, navnlig på Penguin Pool i Londons Regent's Park Zoo, Whipsnade Zoo, Dudley Zoo, Romford, Essex og på Highpoint I, Highgate (en bygning, om hvilken han senere var meget kritisk). Han arbejdede desuden som bygherre for en villa i Heath Drive. Det tætte samarbejde, som Arup udviklede med Tectons seniorpartner Berthold Lubetkin, viste sig at være meget vigtigt i udviklingen af begge mænds karrierer.
Han flyttede sidenhen til London-byggefirmaet, JL Kier & Co. i London, som direktør og chefdesigner i perioden 1934–38. I 1930'erne arbejdede han også med Ernő Goldfinger, Wells Coates, Maxwell Fry, Yorke, Rosenberg & Mardall og Marcel Breuer. Han blev medlem af bestyrelsen af MARS-gruppen i 1935. I 1938 grundlagde han sammen med sin fætter Arne, Arup & Arup Limited, et firma med ingeniører og entreprenører.

### Anden Verdenskrig
Før krigen var Ove Arup i organisationsudvalget for Air Raid Precautions, mens han rådgav Finsbury Council om bygningen af sikkerhedsrum mod bombardementer. Under krigen udgav han en række dokumenter om beskyttelsesrumspolitik og design, hovedsageligt som fortaler for massebeskyttelsesrum af armeret beton fremfor regeringens fremgangsmåde med at sprede befolkningen i små beskyttelsesrum i beboelser. Overvejende på grund af politiske årsager blev de fleste af hans anbefalinger aldrig vedtaget, skønt nogle velhavende Londonere var i stand til at bygge beskyttelsesrum af cement efter hans design.
Arup havde en betydelig rolle i udformningen af de midlertidige havne i Mulberry, der blev brugt under D-dag landingerne. Mulberry Harbour var en type midlertidig havn, der blev udviklet til at aflaste gods på strandene under de allieredes invasion af Normandiet . Sektionerne af to præfabrikerede eller kunstige militære havne blev taget med den invaderende hær fra Storbritannien over Den Engelske Kanal og samlet udenfor Normandiets kyst som en del af D-Dags invasionen i 1944.

### Arup & Partners
I 1946, efter opløsning af Arup & Arup Ltd, oprettede han et hold af civil- og konstruktionstekniske konsulenter. Samme år dannede han sit første partnerskab med Ronald Jenkins, Geoffrey Wood og Andrew Young ved navn Arup and Partners.
Endnu et firma, Arup Associates, blev dannet i 1963 som et nyt partnerskab, bestående af en gruppe af arkitekter og ingeniører, der arbejdede på samme basis som bygningsdesignere. Medvirkende var ingeniøren Ove Arup, arkitekterne Francis Pym og Philip Dowson, og de tidligere partnere i Arup and Partners. Det var en tværfaglig virksomhed, der leverede ingeniørfaglige, arkitektoniske og andre tjenester indenfor byggeri. Arup sagde selv, at i sidste ende resulterede alle virksomheder med Arup-navne i firmaer, der blot kaldes Arup.

## Bemærkelsesværdige projekter

### Highpoint I
Highpoint I, der blev bygget i 1935, var et vigtigt eksperiment i højhusbebyggelse og var et af Arups mest signifikante samarbejder med Lubetkin . Arup kritiserede senere projektet for at have betydelige skavanker.

### Kingsgate Bridge
Ove Arup havde personligt opsyn med designet og konstruktionen af Durhams Kingsgate Bridge i 1963. Eftersom det var firmaets første bro, var Arup særligt knyttet til dette projekt og fik derfor sin aske spredt fra broen efter sin død. En buste af Arup, der blev placeret i den ene ende af broen, blev stjålet sommeren 2006, men er siden blevet erstattet.

### Van Ginkel-gangbro
Van Ginkel-gangbroen, lavet i mid-centry stilen, har en udkraget udformning, hvilket betyder, at broen er forankret til jorden i den ene ende, mens den anden side svæver. Broen, der svæver over jorden i den ene ende, blev erklæret som kulturarv i 2020. Broens arkitekt var Blanche Lemco van Ginkel, der modtog Royal Architectural Institute of Canadas guldmedalje for opnåelser over en livstid.

### Operahuset i Sidney
Arup var designingeniør for Operahuset i Sydney fra projektets start i 1957 til det blev afsluttet i 1973. På trods af det ekstremt vanskelige samarbejde med arkitekten, Jørn Utzon, sikrede byggeriet Arups anerkendelse, og anerkendelsen af hans firma. Bygningen blev set som en ikonisk bygning, der gjorde banebrydende brug af betonelementer, strukturel lim og computer analyse.

## Hæder
- 1953 Commander of the British Empire (CBE) [12]
- 1965 Ridder af Dannebrogordenen første klasse
- 1966 Royal Gold Medal fra Royal Institute of British Architects
- 1971 British Knightood [13]
- 1973 Guldmedalje fra institutionen af strukturelle ingeniører
- 1975 Ridder-kommandør af Dannebrogsordenen første klasse
- 1976 Æresdoktorgrad fra Heriot-Watt University[14]
- 1987 Royal Academician

## Yderligere læsning
- Churchill Archives Center, The Papers of Sir Ove Arup Arkiveret 8. juli 2013 hos  Wayback Machine, ARUP.

## Eksterne links
- Twentieth Century Society: artikel om Dudley Zoo Arkiveret 1. februar 2016 hos  Wayback Machine
- Short film on the reinforced concrete buildings that Ove Arup helped design for Dudley Zoo in the 1930s på YouTube